# نادر نظام طهراني
نادر نظام طهراني (1933- ) أستاذ جامعي أدبي وشاعر سوري - إيراني. ولد في مدينة دمشق في أسرة إيرانية شريفة حسينية. حصل على إجازة في اللغة العربية وآدابها من الجامعة السورية عام 1958، والدكتوراه في الأدب العربي عام 1973. اشتغل في حقل التدريس الثانوي والمتوسط، وكذلك في الإذاعة والتلفزيون، ثم انتقل إلى إيران وعمل مديرًا عامًا للإذاعة والتلفزيون في عربستان (خوزستان) وأسس فيها القسم العربي، ثم انتقل إلى جامعة العلامة الطباطبائي في طهران أستاذاً للآداب. كان عضوًا في اللجنة العلمية لمركز دائرة المعارف الإسلامية الكبرى ومستشار في مجلة العلوم الإسلامية. له ديوانان شعر بالعربية بعنوان اللحن الخالد 1963 ونفحات شعرية 2008.

## سيرته
ولد نادر نظام طهراني عام 1933 في حي الأمين بدمشق في أسرة إيرانية تنتهي إلى أشراف الحسينيين. أكمل الدراسة الابتدائية والاعدادية في المدرسة المحسنية، ونال بعدها شهادة الدراسة الثانوية من ثانوية أسعد عبد الله عام 1952. حصل على درجة الليسانس من الجامعة السورية بدمشق في 1958. اشتغل في حقل التدريس الثانوي والمتوسط في سوريا، وكذلك في الإذاعة والتلفزيون. 

انتقل إلى طهران عام 1963 ودخل الجامعة سنة 1964 وحصل على درجة الدكتوراه في اللغة العربية وآدابها من كلية الإلهيات بطهران سنة 1967.

عمل في مؤسسة اطلاعات كمعاونٍ لرئیس تحرير مجلة الإخاء وانتقل بعدها إلى الإذاعة والتلفزيون حيث بدأ مترجم وتدرج في مختلف الأعمال كمسؤول لإذاعة البرامج ورئيس للجنة تنسيق البرامج العربية ومدير عام للإذاعة والتلفزيون في عربستان (خوزستان)، ثم أسس وترأس قسم اللغة العربية في جامعة جندي شابور. 

درس في كلية الأدب الفارسي واللغات الأجنبية بجامعة طهران وعمل كعضو للهيئة العلمية في مؤسسة الدراسات والبحوث الثقافية.

## شعره
تتميز أشعاره بأسلوب الحوار لما فيها من عاطفة وواقعية مشوبة بخيال وثاب، وأسلوب قوي ولأشعاره صفة الرومنتيكية تظهر حتى في قصائد المناسبات والوطنيات.

## حياته الشخصية
متزوج وله ولدان هما سامر وسامع.

## مؤلفاته
له مقالات أدبية كثيرة نشرت في مختلف المجلات الإيرانية والعربية. من مؤلفاته:
- اللحن الخالد، ديوان شعر بالعربية، 1962
- نصوص من النظم والنثر في العصر الجاهلي، 1993
- العروض العربي، 1990
- نصوص من النظم والنثر في عصر الانحطاط، 2000
- شذرات‌ من‌ النظم‌ والنثر في العصر الحديث‌، 1992
- نصوص من النظم والنثر منذ صدر الإسلام حتى سقوط بغداد، 1999
- تأريخ الادب في عصر الانحطاط، 2001
- المختصر في تأريخ الادب الفارسي، 2004
- تأریخ الأدب العربي في العصر الجاهلي وصدر الإسلام والعصر الأموي

وقد ترجم ديوان حافظ الشيرازي إلى العربية.